# Bovenhalfvlak
In de wiskunde is het bovenhalfvlak {\displaystyle \mathbb {H} } van het complexe vlak {\displaystyle \mathbb {C} } de deelverzameling daarvan met positief imaginair deel:
{\displaystyle \mathbb {H} =\{x+iy\mid x,y\in \mathbb {R} ,\ y>0\}}
Het wordt gekoppeld aan een gemeenschappelijke visualisatie van complexe getallen met punten in het vlak, dat met cartesiaanse coördinaten is uitgerust, met de y-as naar boven: het bovenhalfvlak komt overeen met het halfvlak boven de x-as.